# Sânziana Batiște
Sânziana Batiște (n. 4 noiembrie 1943, Brad, județul Hunedoara) este pseudonimul scriitoarei Maria-Felicia Moșneang, poetă, prozatoare, membră a Uniunii Scriitorilor din România, Filiala Cluj. Alte semnături: Bianca Mireș, Felicia Moșneang.

## Biografie
Părinții : Dimitrie și Margareta Moșneang ( născută Cerna ). Frați și surori : Margareta Gorczyca Moșneang și Viorel Moșneang.
Studii gimnaziale și liceale la Brad. În 1967, absolventă a Facultății de Filologie, Universitatea Babeș - Bolyai, Cluj. Din același an, prin repartiție guvernamentală, profesoară în Someș-Odorhei, jud. Sălaj, unde profesează timp de 33 de ani.
În 2000 se pensionează și își restabilește domiciliul la Brad, unde trăiește în prezent. Până în anul 2005 este profesoară suplinitoare în școli din Brad și din localități limitrofe.
Are preocupări literare încă din timpul studenției, dar ieșirea din anonimat se petrece cu mare întârziere. Debutează în volum abia în 1999, cu volumul Zodia Lupilor, semnat cu numele real, Felicia Moșneang.
În anul 2000, la propunerea Filialei clujene, devine membră a Uniunii Scriitorilor din România.

## Opera
- Zodia Lupilor, versuri, Editura Clusium, Cluj-Napoca, 1999. (Apărută sub numele real al poetei: Felicia Moșneang.)
- Miei de lumină, versuri, Editura Clusium, Cluj-Napoca, 1999.
- Doine și dore, versuri, Editura Clusium, Cluj-Napoca, 2001.
- Dulce Arizona, proză scurtă, Editura Călăuza, Deva, 2002.
- Odaie sub cer, Editura Casa Cărții de Știință, Cluj-Napoca, 2007.
- Pășunile zeilor. Haiku. Les pâturages des dieux, ediție bilingvă, Editura Casa Cărții de Știință, Cluj-Napoca, 2007.
- Zodia Lupilor. Farkasok csillagjegye, volum bilingv, traducere în limba maghiară Simone Györfi, Editura Casa Cărții de Știință, Cluj-Napoca, 2011.
- Zodia Lupilor. The Star Sign of the Wolves, volum bilingv, traducere în limba engleză de Diana-Viorela Burlacu, Editura Casa Cărții de Știință, Cluj-Napoca, 2013.
- Zodia Lupilor. The Star Sign of the Wolves. Versuri. Poems, Translated into English by Diana-Viorela Burlacu, Ediția a doua/Second edition (în format electronic și tipărit), Ed. eLiteratura, București, 2014
- Zodia Lupilor. Farkasok csillagjegye. Versuri. Versek, Forditó: Simone Györfi, Ediția a doua, revăzută/Második, átdolgozott kiadás, Traducerea/Forditó: Simone Györfi, eLiteratura, București, 2014
- Miei de lumină. Agneaux de lumière. Lambs of light, 2015 (în format electronic și tipărit, Ed. eLiteratura, București);
- Dulce Arizona. Proză scurtă. Ediția a doua, revăzută (în format electronic și tipărit, Ed. eLiteratura, 2015);
- Zodia Lupilor. Le signe stellaire de loups, traducere în franceză: Sânziana Batiște, consultant științific: Georgeta Mariana David, 2016 (în format electronic și tipărit, Ed. eLiteratura, București);
- Înfășurat în țipăt, versuri, 2016 (în format electronic și tipărit), Ed. eLiteratura, București);
- Odaie sub cer, versuri, 2017, ediția a doua, revăzută și completată (în format electronic și tipărit), Ed. eLiteratura, București;
- Doine și dore, versuri, ediția a doua, revăzută și completată (în format electronic și tipărit), 2017, Ed. eLiteratura, București;
- Pășunile zeilor. Les pâturages des dieux. God's Pastures, 2017 (în format electronic și tipărit, Ed. eLiteratura, București);
- Mușcătura timpului. Antologie lirică, 2018 (în format electronic și tipărit, Ed. eLiteratura, București).
- Și pisica a ieșit din cutie., memorialistică, 2 vol. (în format electronic și tipărit), 2021, Ed. eLiteratura, București;

## Prezență în antologii
- Antologia poeților ardeleni contemporani, alcătuită de Eugeniu Nistor și Iulian Boldea, Editura Ardealul, Târgu Mureș, 2003, p. 25-26.
- Cuvinte. Almanah Literar 2006, Uniunea Scriitorilor din România, Filiala Cluj, Editura Casa Cărții de Știință, Cluj-Napoca, 2006, p. 25-26;
- Poeți sălăjeni, antologie alcătuită de Iuliu Suciu, Editura Silvania, Zalău, 2007, p. 55-65;
- Ciuciurlu - a Vreariljei. Sepotot na ljubovta, ediție bilingvă aromână- macedoneană, alcătuită de Vanghea Mihanj-Steryu, Editura Vasiliana, Iași, 2007;
- Caietele Festivalulul Lucian Blaga, Uniunea Scriitorilor din România, Filiala Cluj, Editura Casa Cărții de Știință, Cluj-Napoca, 2008;
- Clujul din cuvinte, antologie ilustrată alcătuită de Irina Petraș, Editura Casa Cărții de Știință, Cluj-Napoca, 2008, p. 47-50;
- Cartea mea fermecată, antologie ilustrată alcătuită de Irina Petraș, Editura Casa Cărții de Știință, Cluj-Napoca, 2009, p. 5;
- Varză à la Cluj. Bucate felurite de scriitori povestite, Editura Casa Cărții de Știință, Cluj-Napoca, 2010, pag. 9-10;
- Versuri pentru templul său. Versuri alese din poezia blagiană la 50 de ani de posteritate, Volum îngrijit de Irina Petraș și editat de Societatea Culturală "Lucian Blaga", Casa Cărții de Știință, Cluj-Napoca, 2011, pag. 11-12.
- Promenada scriitorilor. Almanah ilustrat, alcătuit de Irina Petraș, Editura Eikon, Cluj-Napoca, 2012.
- Clujul poeților, antologie alcătuită de Horia Bădescu, Editura Eikon, Cluj-Napoca, 2013.
- Pendul de cer. Scriitori rememorând Crăciunul Copilăriei, Antologie de Menuț Maximinian și Valentin Marica, Editura "Cezara Codruța Marica", Târgu-Mureș, 2014.
- Lumina din cuvinte, antologie alcătuită de Irina Petraș, Ed. Școala Ardeleană, 2015.
- 33 de poeți români contemporani. Antologie realizată de Vasile Poenaru, Ed. eLiteratura, 2017, București.
- Transilvania din cuvinte. 1918–2018. Studii, eseuri, evocări, memorii; antologie alcătuită de Irina Petraș, Editura Școala Ardeleană, Cluj-Napoca, 2018.
- Enciclopedia scriitorilor români contemporani de pretutindeni (în propria lor viziune), alcătuită de acad. Mihai Cimpoi și Traian Vasilcău, Tipografia Centrală Chișinău, 2019